# Radar Records
Radar Records est un label discographique britannique, actif entre les années 1970 et 1990.

## Histoire
Le label est fondé par Jake Riviera à la fin de 1977, quelque temps après son lancement de Stiff Records. Ses premières productions sortirent au début de l'année suivante. Le principal collaborateur de Riviera dans l'établissement du label était Andrew Lauder, un ancien responsable de la direction artistique des divisions britanniques des labels Liberty Records et United Artists Records.
Le principal distributeur de Radar dans le monde était WEA Records (à présent connu sous le nom de Warner Music Group). Aux États-Unis, les artistes The Inmates, Bram Tchaikovsky et Yachts sont signés chez Polydor par le biais d'un accord de licence signé entre les deux firmes.
Nick Lowe fut l'auteur du premier single ((I Love the Sound of) Breaking Glass)/They Called It Rock, ADA 1) ainsi que du premier album sorti par le label (respectivement (I Love the Sound of) Breaking Glass)/They Called It Rock et Jesus of Cool). Il avait auparavant travaillé avec Stiff Records, tout comme Yachts et la plus grande figure du label, Elvis Costello.
Parmi les autres artistes importants signés sur le label on peut citer La Düsseldorf, The Pop Group, Loudon Wainwright III, Pere Ubu, Clive Langer and the Boxes, 999, Wayne Kramer, The Soft Boys, Bette Bright and the Illuminations, Tanz Der Youth, Richard Hell and The Voidoids, Visage et Métal Urbain. Plusieurs des premières productions du label, notamment Kill City d'Iggy Pop et James Williamson, That's Not Funny, That's Sick! de National Lampoon, From Rats to Riches de The Good Rats et Laughing in the Dark de Pezband, étaient sous licence de certains labels indépendants américains. Grâce à un accord avec Rollin' Rock Records, Radar sortit également des enregistrements des chanteurs de rockabilly des années 1950 Ray Campi et Mac Curtis.
Certaines productions du label étaient des rééditions de groupes de garage rock et psychédélique des années 1960. Ses liens avec WEA lui permirent ainsi de rééditer des enregistrements de Shadows of Knight (à l'origine sur le label Dunwich Records, distribué par Atlantic) et The Electric Prunes (à l'origine sur Reprise Records, distribué par Warner Bros.). De plus, Radar fit l'acquisition des droits du catalogue du label International Artists, lui permettant de ressortir des albums de 13th Floor Elevators et Red Krayola (dont il édita d'ailleurs également de nouveaux albums à la fin des années 1970)
Le label met un terme à ses activités en 1981, mais est réactivé par une nouvelle équipe entre 1995 et 1998. Au cours de cette période Radar signe notamment des groupes et artistes comme Midget, Prolapse, Acacia, Morning Glories (de C. Gibbs) et Pure Morning, groupe prédécesseur de Clinic.